# Posse de Javier Milei
A posse de Javier Milei como presidente da Argentina ocorreu dia 10 de dezembro de 2023. Um libertário de direita que também foi descrito como um populista de extrema direita, Milei se tornou presidente da Argentina depois de vencer o segundo turno da eleição presidencial na Argentina em 2023 em 19 de novembro, derrotando o adversário no segundo turno Sergio Massa. Sua vitória foi comparada a de Donald Trump nos Estados Unidos em 2016 e a de Jair Bolsonaro no Brasil em 2018. A cerimônia contou com a participação de vários líderes de estado e apoiadores. Após vencer as eleições, o libertário viajou para os Estados Unidos. No dia 21 de novembro, Milei reuniu-se com o presidente cessante Alberto Fernández. Na tentativa de suavizar sua imagem, Milei também convidou o atual presidente brasileiro Luiz Inácio Lula da Silva, a quem ele havia insultado como um comunista e como alguém que ele iria não tratar durante sua campanha; porém, Lula rejeitou o convite. No dia 28 de novembro, Milei anunciou que quatro países (Cuba, Irã, Nicarágua e Venezuela) não serão convidados para sua posse. Ele fez  um discurso à nação Argentina.

## Convidados(as)

### Líderes nacionais / Representantes
| País                 | Líder                    | Cargo                                                                 | Ref    |
| -------------------- | ------------------------ | --------------------------------------------------------------------- | ------ |
| Arménia              | Vahagn Khachaturyan      | Presidente da Arménia                                                 | [ 12 ] |
| Brasil               | Mauro Vieira             | Ministério das Relações Exteriores                                    | [ 13 ] |
| Chile                | Gabriel Boric            | Presidente do Chile                                                   | [ 14 ] |
| China                | Wu Weihua                | Vice-presidente da Comissão Permanente da Assembleia Popular Nacional | [ 15 ] |
| República Dominicana | José Ignacio Paliza      | Ministro Administrativo da Presidência                                | [ 16 ] |
| Equador              | Daniel Noboa             | Presidente do Equador                                                 | [ 17 ] |
| Honduras             | Renato Florentino        | Vice Presidente de Honduras                                           | [ 18 ] |
| Hungria              | Viktor Orbán             | Primeiro-ministro da Hungria                                          | [ 19 ] |
| Paraguai             | Santiago Peña            | Presidente do Paraguai                                                | [ 20 ] |
| Peru                 | Javier González-Olaechea | Ministro das Relações Exteriores                                      | [ 21 ] |
| Coreia do Sul        | Bang Ki-sun              | Ministro da Coordenação de Políticas Governamentais                   | [ 22 ] |
| El Salvador          | Gerardo Villatoro        | Ministro da Justiça e Segurança Pública                               | [ 23 ] |
| Espanha              | Felipe VI                | Rei da Espanha                                                        | [ 24 ] |
| Ucrânia              | Volodymyr Zelenskyy      | Presidente da Ucrânia                                                 | [ 23 ] |
| Uruguai              | Luis Lacalle Pou         | Presidente do Uruguai                                                 | [ 25 ] |
| Estados Unidos       | Jennifer Granholm        | Secretária da Energia                                                 | [ 26 ] |

### Outros convidados notáveis
| País    | Pessoa           | Cargo                    | Ref    |
| ------- | ---------------- | ------------------------ | ------ |
| Espanha | Santiago Abascal | Líder do Vox             | [ 27 ] |
| Brasil  | Jair Bolsonaro   | Ex-presidente do Brasil  | [ 28 ] |
| Equador | Guillermo Lasso  | Ex-presidente do Equador | [ 14 ] |